# 愛知県道483号岡崎幸田線
愛知県道483号岡崎幸田線（あいちけんどう483ごう おかざきこうたせん）は、愛知県岡崎市から愛知県額田郡幸田町に至る一般県道である。

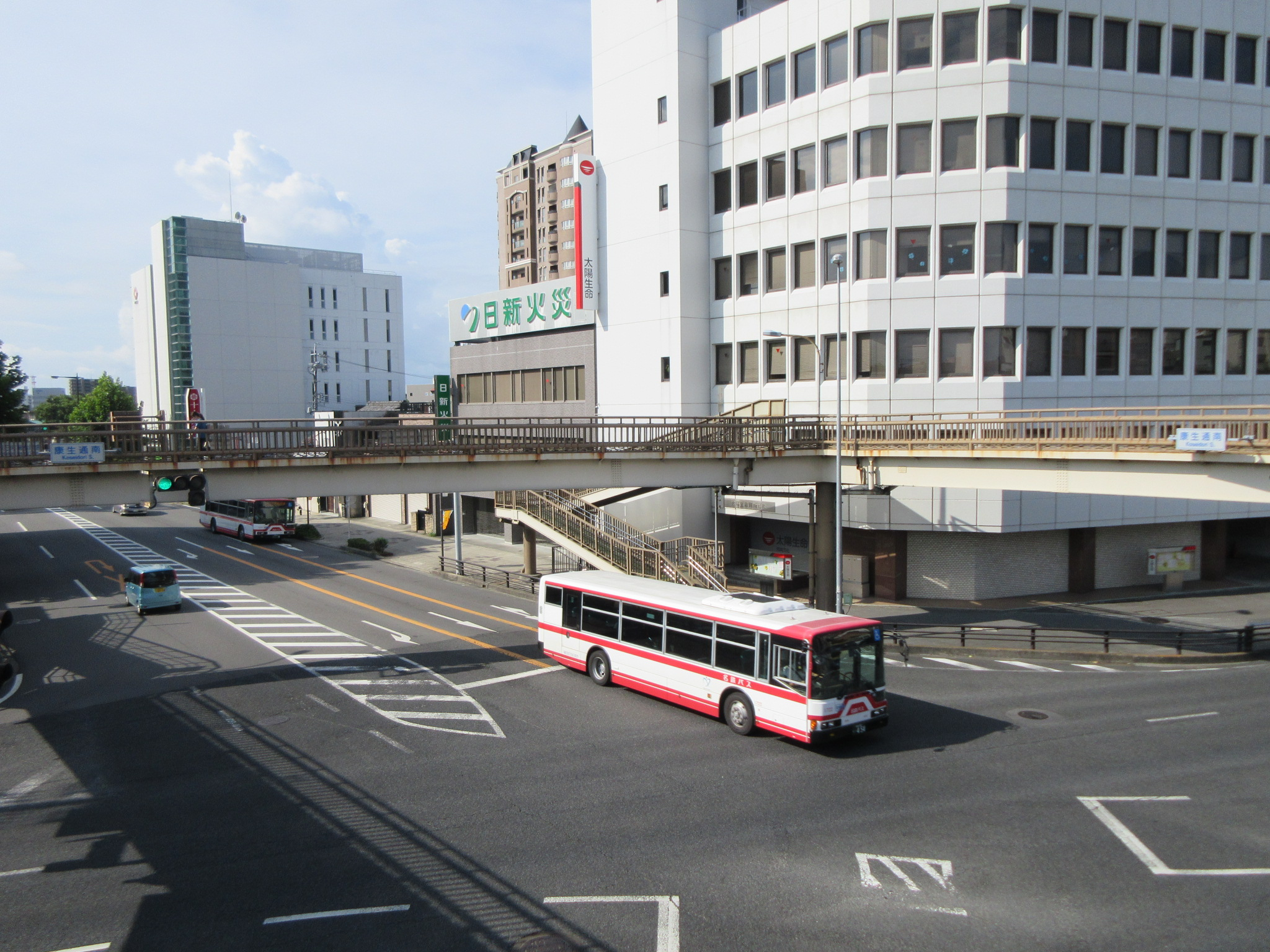
起点の岡崎市康生通南2丁目。

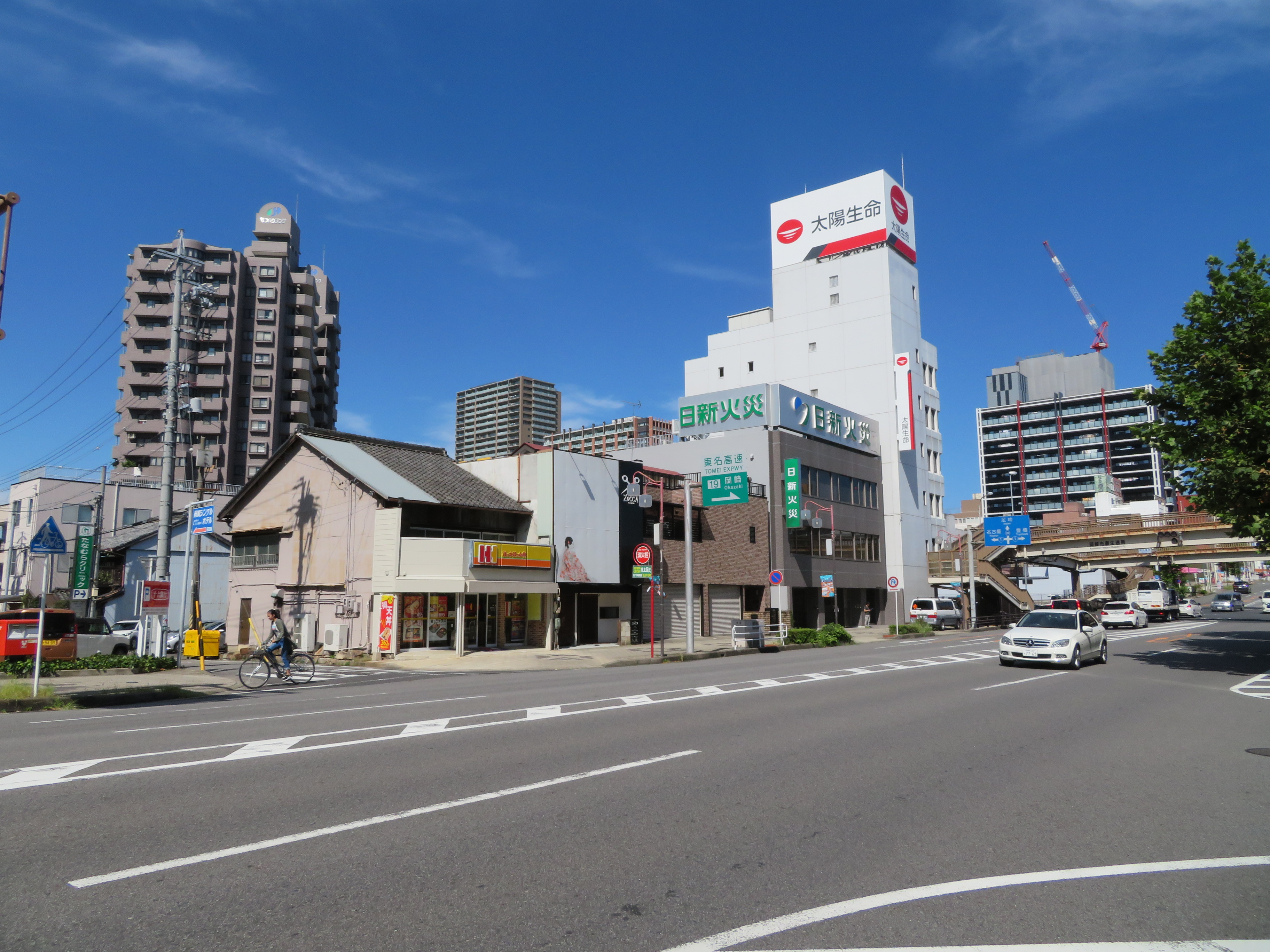
起点の交差点にある太陽生命岡崎ビル

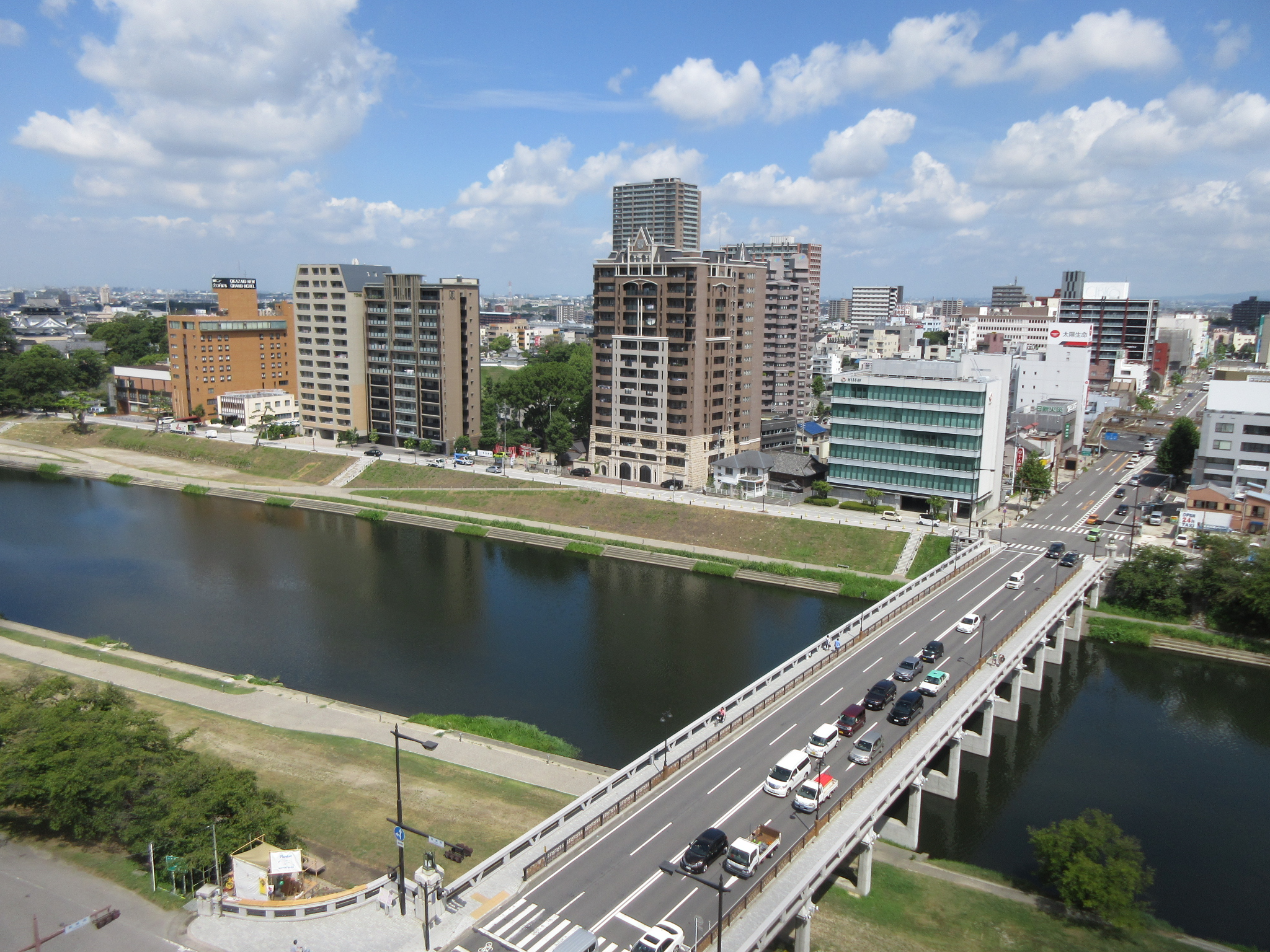
乙川にかかる殿橋

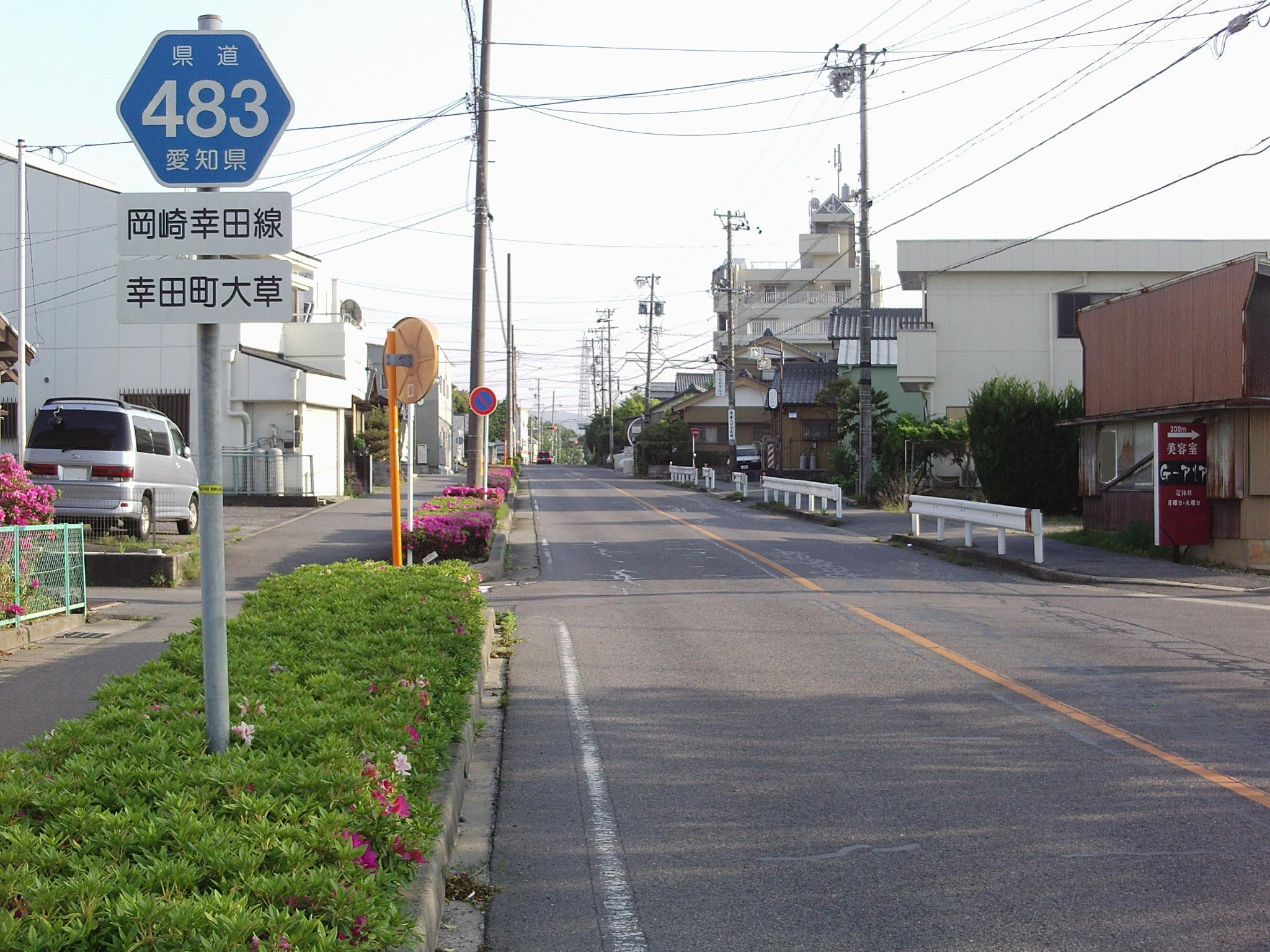
額田郡幸田町大字大草にて。国道248号の旧路線で現在は一般県道。

## 概要
全区間に亘り国道248号と並行し、特に両端区間はその旧道が当路線となっている。
1962年まで、この道路を名鉄岡崎市内線（路面電車）が走っており、殿橋南交差点からJR東海道本線 岡崎駅付近までは「電車通り」という愛称が付けられている。

## 路線データ
- 起点：愛知県岡崎市康生通南2丁目（国道1号交点）
- 終点：愛知県額田郡幸田町深溝（国道248号交点）
- 全長：約13.4km

## 沿革
- 1969年8月4日 - 認定

## 電車通り

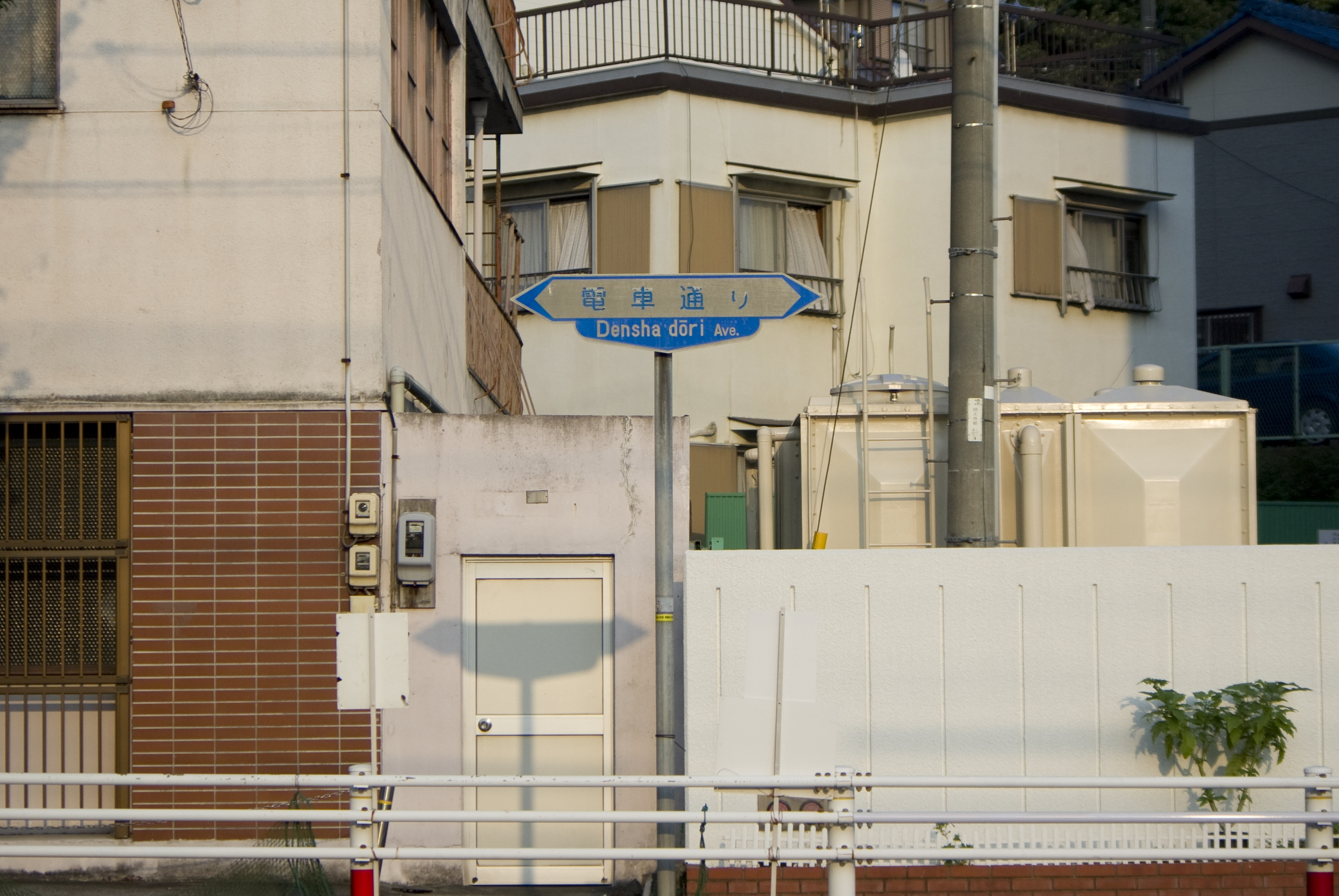
電車通りの標識

電車通りは県道483号岡崎幸田線に含まれており、道路の通称名である（区間は殿橋南交差点から羽根交差点が指定されている）。

## 相応するバス停
必ずしも一致しないが、旧名鉄岡崎市内線の停留場と現行の名鉄バスの停留所の関係は概ね次の表のとおりである（ただし、県道483号岡崎幸田線の範囲内でのみ取り上げた）。
| （旧）名鉄岡崎市内線 | （現）名鉄バス路線 |
| -------------------- | ------------------ |
| 岡崎殿橋駅           | 殿橋バス停         |
| 東岡崎駅前駅         | 明大寺町バス停     |
| 大学下駅             | 国立研究所下バス停 |
| 芦池橋駅             | 芦池橋バス停       |
| （新田橋駅）         |                    |
| 車庫前駅             | 電車通り銭堤バス停 |
| （日清分工場前駅）   |                    |
| （戸崎駅）           |                    |
| 戸崎町駅             | 戸崎町バス停       |
| 戸崎口駅             | 戸崎口バス停       |
| （地蔵堂駅）         |                    |
| 北羽根駅             | 北羽根バス停       |

括弧付けは岡崎市内線廃止前には廃駅になっていた停留場。

## 接続する道路
- 龍城通り：国道1号、本町通り：愛知県道39号岡崎足助線（康生通南交差点）
- 竹千代通り（市道殿橋明代橋線・公園南線、殿橋北交差点）
- 城見通り（市道明大寺本町1号線・3類1号線、殿橋南交差点）
- 東岡崎駅前通り：愛知県道477号東大見岡崎線・六名通り：愛知県道293号桜井岡崎線（明大寺本町交差点）
- 国道248号（岡崎警察署前交差点）
- 竜南メーンロード：愛知県道48号岡崎刈谷線（羽根ガード東交差点）
- 電車通り：愛知県道478号岡崎停車場線（羽根交差点）
- 緑丘通り：愛知県道326号桑谷柱線（柱町上荒子交差点）
- 愛知県道327号市場福岡線（上地交差点・荒井北交差点間で重複）
- 愛知県道78号安城幸田線（大草広野交差点）
- 愛知県道292号幸田石井線（菅田交差点）
- 愛知県道323号芦谷蒲郡線（幸田駅前交差点）
- 岡崎バイパス：国道23号（幸田町深溝地内で重複）
- 国道248号（深溝愛宕山交差点）

## 沿線周辺
- 乙川（殿橋）
- 愛知県西三河総合庁舎
- 岡崎センタービル
- 名鉄名古屋本線 東岡崎駅
- 自然科学研究機構
- 岡崎南明大寺郵便局
- 愛知県警察 岡崎警察署
- イオンモール岡崎
  - JR名古屋タカシマヤフードメゾン岡崎店
- 中電岡崎ビル
- 岡崎市シビックセンター
- 岡崎老人保健施設スクエアガーデン
- 岡崎共立病院
- JR東海道本線 / 愛知環状鉄道・愛知環状鉄道線 岡崎駅
- 岡崎針崎郵便局
- 愛知県警察 岡崎警察署上地駐在所
- 愛知県警察 岡崎警察署坂崎駐在所
- 愛知県立幸田高等学校
- 幸田大草郵便局
- 幸田町立幸田小学校
- 幸田町立幸田中学校
- 幸田町役場
- JR東海道本線 幸田駅
- 幸田文化公園

## 別名
- 電車通り（岡崎市）
- 蒲郡街道（幸田町）